# Borșcivka, Kremeneț
Borșcivka (în ucraineană Борщівка) este un sat în comuna Loseatîn din raionul Kremeneț, regiunea Ternopil, Ucraina.

## Demografie
Componența lingvistică a localității Borșcivka
     Ucraineană (97,75%)
     Rusă (2,25%)
Conform recensământului din 2001, majoritatea populației localității Borșcivka era vorbitoare de ucraineană (97,75%), existând în minoritate și vorbitori de rusă (2,25%).